# トロール・ハンター
『トロール・ハンター』（原題: Trolljegeren、英題: The Troll Hunter）は、2010年のノルウェーの擬似ドキュメンタリー（モキュメンタリー）映画。

## ストーリー
熊の密猟事件を調査する3人の学生。ドキュメンタリーとして撮影も並行して証拠収集に奔走していた。彼らは怪しい男、ハンスと出会い、彼を密猟を行っているハンターと推測し、尾行するが、深夜森の中で何者かに襲撃され、逆にハンスに助けられる。
ハンスによると、襲ってきたのはトロールで、自分はトロールの存在を隠蔽するためにトロールを狩っているトロール・ハンターだといい、秘匿されている仕事のため、熊の死骸で後処理をごまかすのだという。
国に雇われてトロールを狩っているハンスだったが、トロールの扱い方に疑問を持っており、トロールの実在を公表するために学生たちに取材を許可する。半信半疑ながらもハンスについていく学生たちだったが、やがて彼らの前に、本物のトロールが姿を現した。

## トロールについて
トロールは、北欧で昔から語り継がれている伝説の妖精。劇中では巨大な体躯を持つ怪物として登場する。哺乳類の一種であり、肉食性。寿命は1000年から1200年。知能は極めて低いが、かつてキリスト教の伝来によって信仰の対象としての立場を追われたため、キリスト教関連や信徒を憎んでいる。紫外線に弱く、それを浴びた場合、若いトロールは血管にガスがたまり爆発、高齢のトロールは身体が骨化することで石のようになり死に至る。キリスト教徒のにおいに敏感であり、嗅ぎつけると襲いかかってくる。大きく分けて山トロールと森トロールの2種類が存在する。
ノルウェー政府はその存在を隠蔽しており、トロールによる被害は熊のものとしている。トロールのエサとするために牛などの動物を放し、送電線を張り巡らすことでテリトリーの外に出るのを防いでいる。トロールがテリトリーから出て人間に近づいた場合、トロール保安機関（TST）が事態の隠蔽を行う。
- リングルフィンチ
最初に森の中で襲ってきたトロール。その時はカメラに捕らえられなかった。家畜のヤギを襲っており、橋の下に獲物を蓄えていた。左腕が欠損している。
- トッサーラッド
最初にカメラの前に現れたトロール。3つの頭を持っているように見えるが、本当の頭は１つで残りは頭に見える突起物である。生まれたときは頭は1つしかなく、成長に伴い増えていく。頭の数で、雄を威嚇したり、雌の気を引く。
- マウンテンキング
群れで洞窟に潜んでいたトロール。劇中では唯一群れで登場するトロールである。
- ハーディング
名前のみ登場。
- ヨットナール
体長60mに達する最大のトロール。尻尾を持つ。

## キャスト
| 役名                       | 俳優                             | 日本語吹替 |
| -------------------------- | -------------------------------- | ---------- |
| ハンス／トロール・ハンター | オットー・イェスパーセン         | 谷昌樹     |
| トマス                     | グレン・エルランド・トスタード   | 林勇       |
| ヨハンナ                   | ヨハンナ・モールク               | 石田嘉代   |
| カッレ                     | トマス・アルフ・ラーセン         | 川原慶久   |
| フィン・ハウガン           | ハンス・モーテン・ハンセン       | 及川ナオキ |
| ヒルデ                     | トルン・ルーデメル・ストッケラン | 佐竹海莉   |
| マリカ                     | ウルミラ・ベルク＝ドマース       | 坂井恭子   |
| ストルテンベルグ首相       | イェンス・ストルテンベルグ       | 齋藤龍吾   |
| クマ調達人                 | ロベルト・ストルテンベルグ       | 武田幸史   |
| 送電担当者                 | クヌート・ナールム               | 真矢野靖人 |

## リメイク
2011年に芸能ニュース専門の米ブログサイト「Deadline.com」は、本作がクリス・コロンバス製作総指揮、脚本マーク・ヘイムズ、1492ピクチャーズ・CJエンターテイメント製作でハリウッドリメイクされることを発表した。撮影開始は2014年に予定されている。ディセント（06）のニール・マーシャル監督に決定との事。